# Cordia cicatricosa
Espèce
Classification phylogénétique
Statut de conservation UICN

 VU  : Vulnérable
Cordia cicatricosa est une espèce de plante du genre Cordia de la famille des Boraginaceae.